# 江原町 (中野区)
江原町（えはらちょう）は、東京都中野区の町名。現行行政地名は江原町一丁目から江原町三丁目。住居表示実施済区域。

## 地理
中野区の北東端部に位置する。東部は新宿区西落合・豊島区南長崎に接している。北部は練馬区旭丘および豊玉北に接している。西部は江古田川を境に中野区江古田に接している。南部も中野区江古田に接する。江原町一丁目・二丁目と三丁目の間を目白通りが通っている。町域内は主に住宅地として利用される。
町域内には、目白通り沿いの練馬区との境界付近に都営地下鉄大江戸線・新江古田駅が置かれている。また道路沿いにはバスの便も多く、これを利用する者も多い。町名を冠した停留所として、都営バスおよび関東バスが「江原町中野通り」、「江原町一丁目」の2停留所を町内に設置している。

### 地価
住宅地の地価は、2025年（令和7年）1月1日の公示地価によれば、江原町1-33-2の地点で61万3000円/m2となっている。

## 歴史
江原町は、1963年10月1日の住居表示施行により成立したもので、それ以前は町域の大半が旧・江古田二丁目に属していた。「江原」の名は、江古田村の小字名としてこの地区に「原」のつく地名が多かったことに由来する。

## 世帯数と人口
2023年（令和5年）1月1日現在（東京都発表）の世帯数と人口は以下の通りである。
| 丁目         | 世帯数    | 人口    |
| ------------ | --------- | ------- |
| 江原町一丁目 | 1,964世帯 | 3,407人 |
| 江原町二丁目 | 2,025世帯 | 3,539人 |
| 江原町三丁目 | 1,504世帯 | 2,357人 |
| 計           | 5,493世帯 | 9,303人 |

### 人口の変遷
国勢調査による人口の推移。
| 年                 | 人口  |
| ------------------ | ----- |
| 1995年（平成7年）  | 8,509 |
| 2000年（平成12年） | 8,751 |
| 2005年（平成17年） | 8,647 |
| 2010年（平成22年） | 8,716 |
| 2015年（平成27年） | 8,952 |
| 2020年（令和2年）  | 9,323 |

### 世帯数の変遷
国勢調査による世帯数の推移。
| 年                 | 世帯数 |
| ------------------ | ------ |
| 1995年（平成7年）  | 3,868  |
| 2000年（平成12年） | 4,255  |
| 2005年（平成17年） | 4,316  |
| 2010年（平成22年） | 4,613  |
| 2015年（平成27年） | 4,910  |
| 2020年（令和2年）  | 5,239  |

## 学区
区立小・中学校に通う場合、学区は以下の通りとなる（2024年4月現在）。
| 丁目         | 番地                                                                                     | 小学校               | 中学校             |
| ------------ | ---------------------------------------------------------------------------------------- | -------------------- | ------------------ |
| 江原町一丁目 | 25番3〜5号（川の西側） 25番6〜9号 25番10〜11号（川の西側）                               | 中野区立江古田小学校 | 中野区立第七中学校 |
| 江原町一丁目 | 1〜24番 25番1〜2号 25番3〜5号（川の東側） 25番10〜11号（川の東側） 25番12〜24号 26〜47番 | 中野区立江原小学校   | 中野区立第七中学校 |
| 江原町二丁目 | 全域                                                                                     | 中野区立江原小学校   | 中野区立第七中学校 |
| 江原町三丁目 | 全域                                                                                     | 中野区立江原小学校   | 中野区立第七中学校 |

## 交通
中野駅から徒歩で約30分。町内に中野駅行のバスが通っている。そのバスで行くと約13分位で着く（江古田住宅前）。西武池袋線江古田駅または東長崎駅も徒歩圏内である。

### 鉄道
- 都営地下鉄大江戸線 - 新江古田駅

### バス
- 都営バス
- 関東バス

### 道路
- 東京都道8号千代田練馬田無線（目白通り）

## 事業所
2021年（令和3年）現在の経済センサス調査による事業所数と従業員数は以下の通りである。
| 丁目         | 事業所数  | 従業員数 |
| ------------ | --------- | -------- |
| 江原町一丁目 | 67事業所  | 3,116人  |
| 江原町二丁目 | 101事業所 | 777人    |
| 江原町三丁目 | 81事業所  | 407人    |
| 計           | 249事業所 | 4,300人  |

### 事業者数の変遷
経済センサスによる事業所数の推移。
| 年                 | 事業者数 |
| ------------------ | -------- |
| 2016年（平成28年） | 211      |
| 2021年（令和3年）  | 249      |

### 従業員数の変遷
経済センサスによる従業員数の推移。
| 年                 | 従業員数 |
| ------------------ | -------- |
| 2016年（平成28年） | 3,651    |
| 2021年（令和3年）  | 4,300    |

## 施設
- 中野区立江原小学校
- 江原幼稚園
- 東京子ども図書館
- 須賀稲荷神社
- クレディセゾン「ユビキタス」ビル
- 江原屋敷森緑地

## その他

### 日本郵便
- 郵便番号 : 165-0023[3]（集配局 : 中野北郵便局[15]）。